# 1-я Маевицкая лёгкая пехотная бригада
1-я Маевицкая лёгкая пехотная бригада (серб. Прва Мајевичка лака пешадијска бригада) — легкопехотная бригада Армии Республики Сербской, участвовавшая в Югославских войнах.

## Состав
Подчинялась командованию Восточно-Боснийского корпуса. В составе насчитывалось 4 пехотных батальона, танковая рота и батарея ПВО. В 1993 году в бригаду был включён артиллерийский дивизион, состоявший из батарей классических пушек, гаубиц и миномётов. В составе бригады были спецотряд Митара Максимовича, антидиверсионная рота Владо Тодоровича, рота диверсантов Зии Пепича и взвод военной полиции.

## Боевой путь
Образована бригада была во второй половине мая 1992 года на основе батальона и командования бригады Территориальной обороны общин Лопар, Углевик и Брчко. Считала себя правопреемницей 22-й партизанской бригады ЮНА. Участвовала в боях югославских войн на территории Республики Сербской, в основном на участке около Маевицы, где держала линию обороны, проходившую через Теочак. Участвовала в операции «Дрина». Издавала собственную газету «Глас Мајевице» (с серб. — «Голос Маевицы»).
Из 3 тысяч солдат бригады погиб 301 человек за все годы войны.